# Estación Raúl Scalabrini Ortiz
Raúl Scalabrini Ortiz fue una estación ferroviaria ubicada en el barrio de Belgrano, Buenos Aires, Argentina. En 2015 fue clausurada, siendo reemplazada por la estación Ciudad Universitaria construida unos ochocientos metros más al norte.

## Ubicación
La estación se encontraba emplazada en el barrio de Belgrano entre las avenidas Cantilo y Lugones, principales arterias viales de acceso a la Zona Norte del Gran Buenos Aires. Entre los sitios de interés cercanos a dicha estación, se encontraban la Ciudad Universitaria, el estadio de River Plate, la costanera del Río de la Plata, el Aeroparque Jorge Newbery y el balneario Parque Norte.

## Servicios
Fue una estación intermedia del servicio diésel metropolitano que se presta entre las estaciones Retiro y Villa Rosa.

## Infraestructura
La estación contaba con dos andenes laterales a los cuales se accedía mediante un puente peatonal que aún hoy existe, permitiendo el cruce de las Avenidas Lugones y Cantilo. En 2010, como parte de obras realizadas en la Ciudad Universitaria para mejorar el acceso a discapacitados, se agregó a la pasarela de la estación una segunda estructura con una rampa que asciende en zig-zag. Actualmente la estación se encuentra en estado de abandono y sus señales inactivas, con sus boleterías, cabina de señales y baños tapiados conservando aún los carteles nomencladores. 

## Historia

### Toponimia
Bautizada así en nombre del pensador, historiador, filósofo, periodista, escritor, ensayista, y poeta  argentino, agrimensor de profesión.

## Imágenes

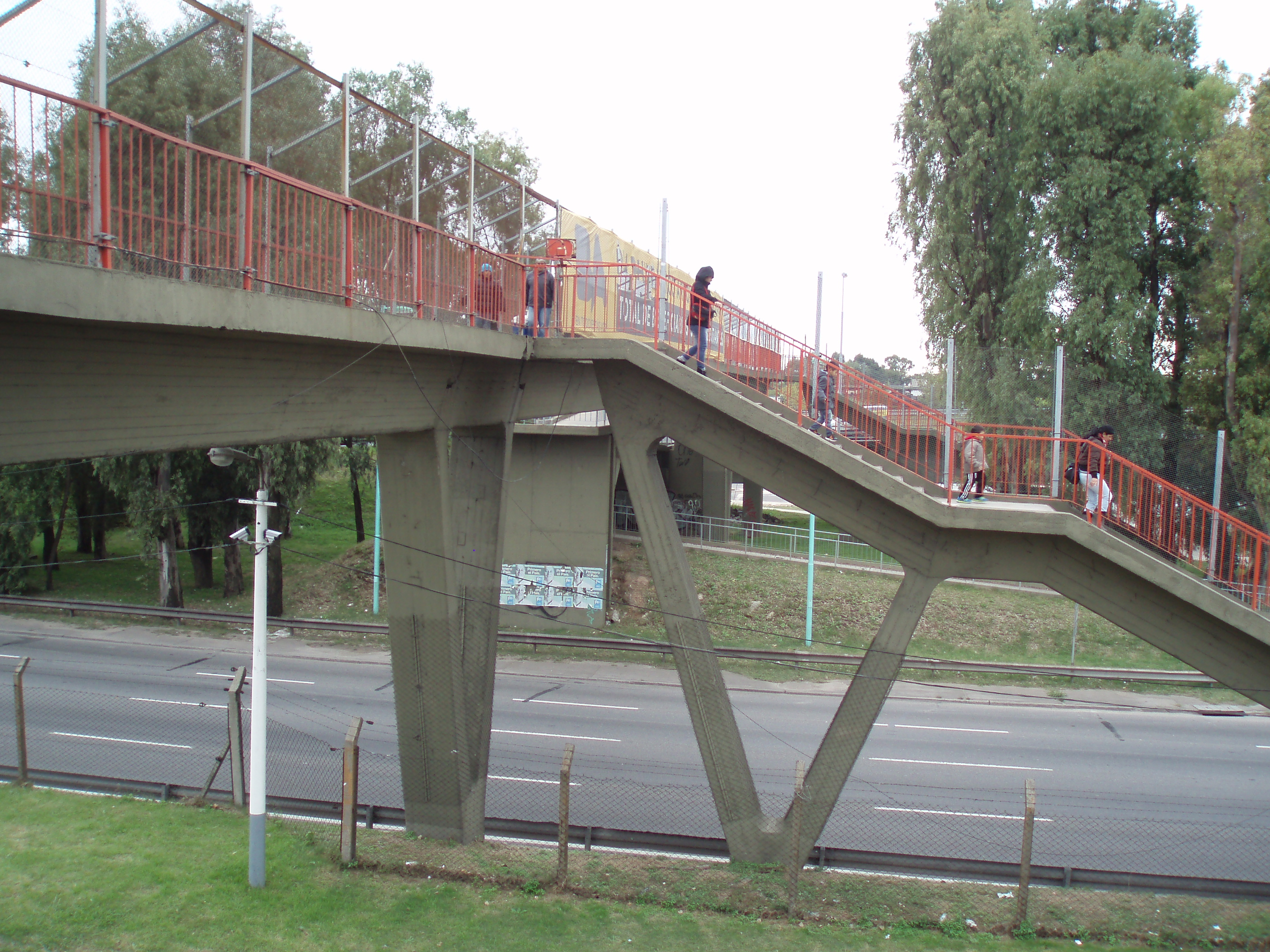
Pasarela peatonal